# Mostovskoie (Kurgan)
|  | Per a altres significats, vegeu «Mostovskoie». |

Mostovskoie (rus: Мостовское), conegut com a Maràiskoie (Марайское) fins al 1958, és un poble de l'óblast de Kurgan, a Rússia, que en el cens del 2010 tenia 1.544 habitants.